# Tête (anatomie des insectes)

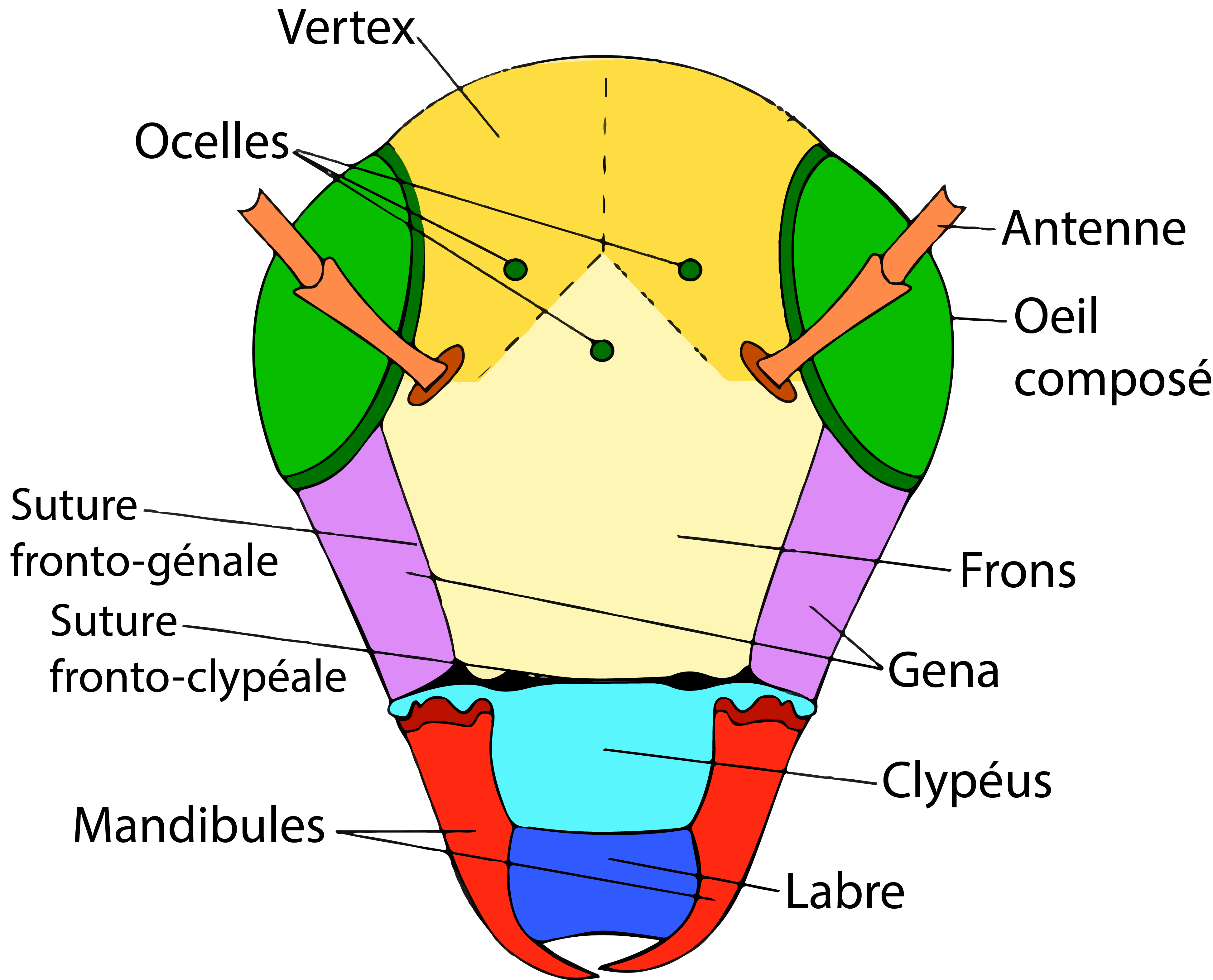
Anatomie d'une tête d'insecte

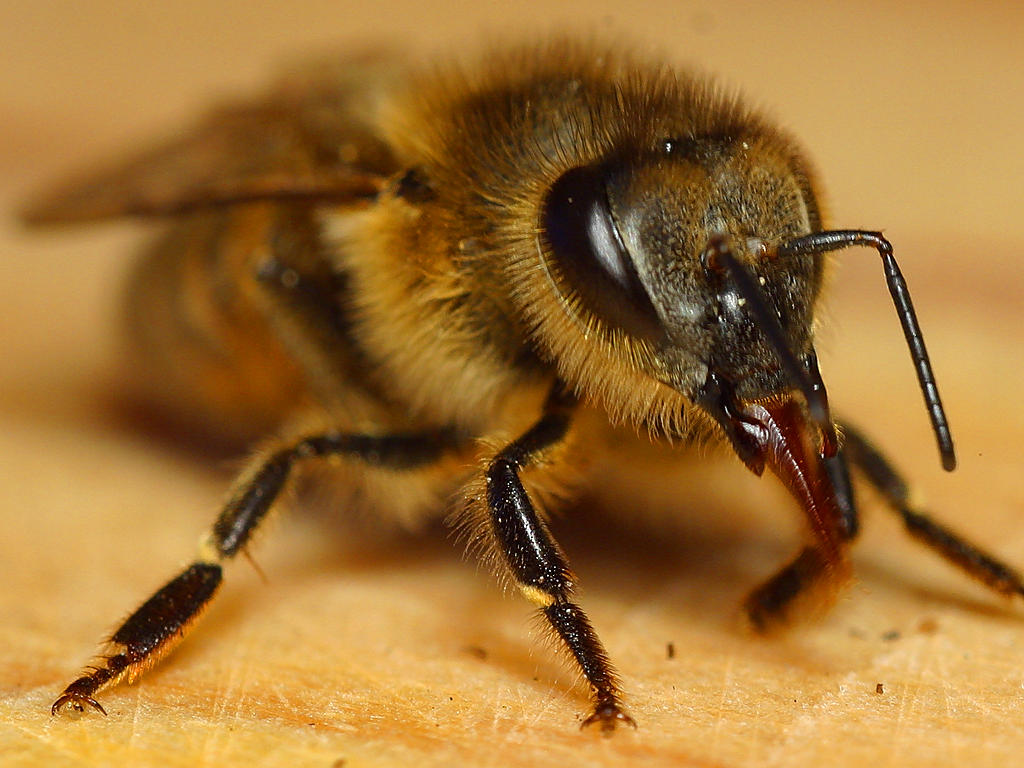
Tête d'abeille

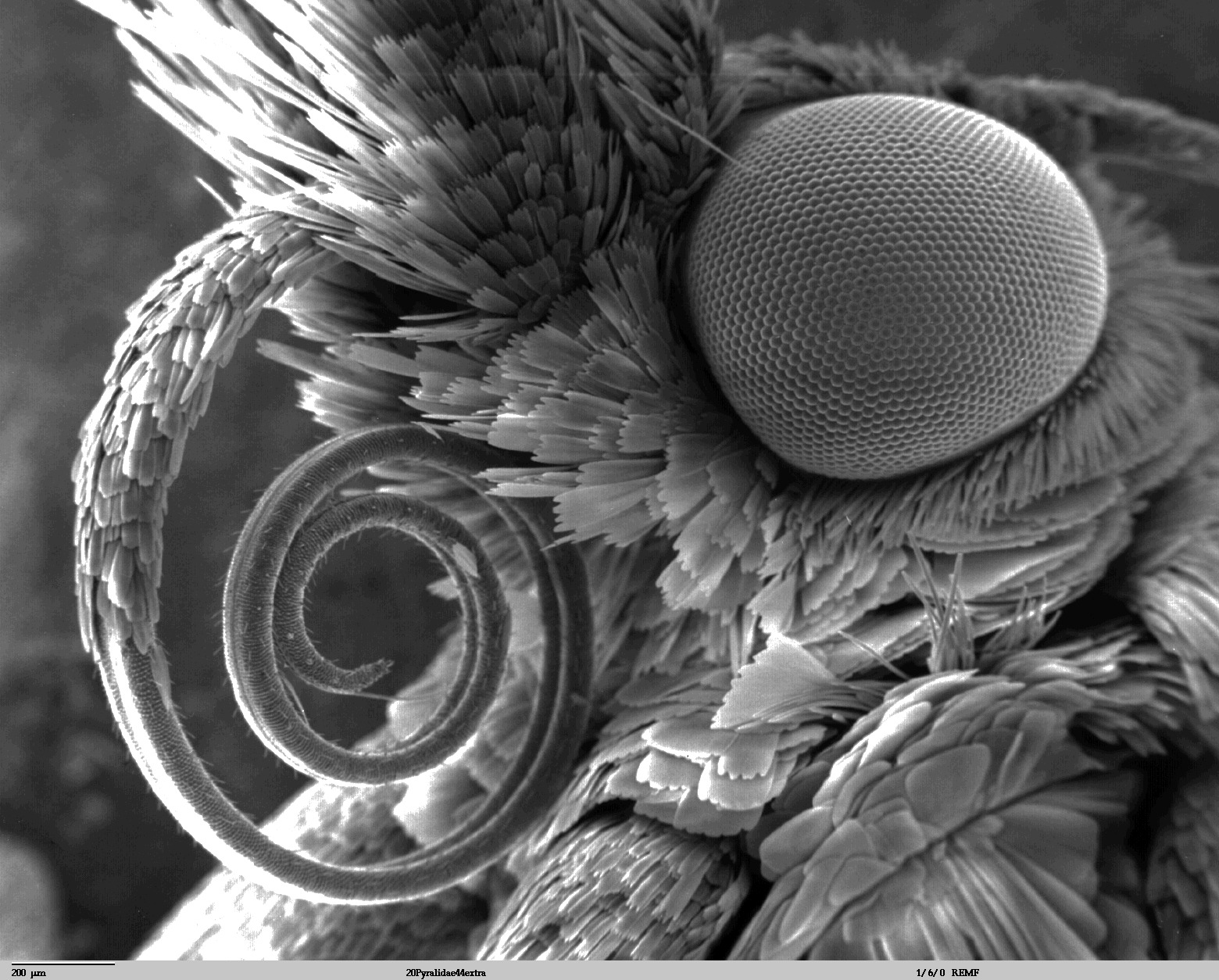
Tête de papillon

La tête est le premier grand segment de l'anatomie de l'insecte.
Au stade adulte, la tête de l'insecte est individualisée du thorax, à la différence d'autres arthropodes (crustacés, arachnides...) chez qui elle est fusionnée avec le thorax formant le céphalothorax.
Elle se compose d'une capsule céphalique qui porte les organes de la vision (yeux composés et éventuellement ocelles) ainsi que plusieurs paires d'appendices, c'est-à-dire une seule paire d'antennes et les pièces buccales. Ces dernières sont le plus souvent en position hypognathe (orientées de haut en bas et perpendiculaire à l'axe du corps) mais peuvent être aussi en position prognathe (orientées vers l'avant et parallèle à l'axe du corps) ou en position opisthognathe (orientées vers l'arrière) comme  chez les hémiptères (punaises, cigales, pucerons).
Elle peut avoir une grande liberté de mouvement comme chez les mouches ou les libellules, ou au contraire ne pas en avoir, comme chez de nombreux coléoptères.
Dans la tête se trouve le système nerveux central, c’est-à-dire le cerveau.
La tête peut être prognathe (dans le prolongement du corps) ou opisthognathe (orthogonale à l'axe du corps).

## Les différentes régions de la tête de l'insecte
On appelle :
- épicrâne la partie supérieure de la tête ;
- collum, la pièce de l'arrière de la tête, correspondant au col ;
- front, la zone comprise entre le haut de la tête (ou vertex) et les insertions des antennes ;
- chaperon, la partie de la tête de l'insecte située en dessous du front ;
- vertex, le sommet de la voûte crânienne de la tête. Section de l'épicrâne située immédiatement en arrière du front entre les yeux composés. Cette région porte habituellement les ocelles paires ;
- fovéas, les dépressions faciales ou latérales de la tête ;
- sillon subantennaire, le minuscule sillon dépressionnaire facial rejoignant le clypéus à la base des antennes.

## Sclérites de la tête de l'insecte
- Suture ptilinaire : ligne en forme de V inversé, sur la tête de certaines mouches dû à l'existence d'un organe évaginable, la ptiline, servant à l'imago pour sortir de sa pupe.